# HISTORY OF THE 1ST STAGE/ORIGINAL SOUNDTRACK White Edition
『HISTORY OF THE 1ST STAGE/ORIGINAL SOUNDTRACK White Edition』（ヒストリー・オブ・ザ・ファースト・ステージ/オリジナル・サウンドトラック・ホワイト・エディション）は、2011年12月1日に発売された、「ソニック ジェネレーションズ」の予約特典サウンドトラック。

## 内容
過去の作品からの1stステージBGM11曲が収録されている。青エディションのトラックリストと異なる。

## 収録曲
1. SEGA call
2. Angel Island (SONIC THE HEDGEHOG 3)
3. Splash Hill (SONIC THE HEDGEHOG 4 Episode I)
4. PalmTree Panic (SONIC THE HEDGEHOG CD)
5. Green Grove (SONIC 3D BLAST)
6. Resort Island (SONIC R)
7. Emerald Coast (SONIC ADVENTURE)
8. City Escape (SONIC ADVENTURE 2)
9. Westopolis (SHADOW THE HEDGEHOG)
10. Forest Falls (SONIC RIVALS)
11. Wave Ocean (SONIC THE HEDGEHOG (2006))
12. Windmill Isle - Day (SONIC WORLD ADVENTURE)